# William Cook
William John Cook (Nova Jérsei, 18 de outubro de 1957) é um matemático estadunidense, que trabalha especialmente com programação linear e programação inteira. Juntamente com diversas contribuições sobre problemas da teoria dos grafos como o acoplamento, é conhecido principalmente por seus trabalhos sobre o problema do caixeiro-viajante. No âmbito deste problema de otimização Cook contribuiu significativamente com o desenvolvimento do método de planos de corte e do branch and cut.

## Formação e carreira
Cook obteve em 1979 o bacharelado em matemática na Universidade Rutgers e um ano depois o mestrado em pesquisa operacional na Universidade Stanford. Três anos depois obteve um doutorado na Universidade de Waterloo, com a tese On Some Aspects of Totally Dual Integral Systems. Após dois anos no Instituto de Pesquisa Operacional da Universidade de Bonn foi wissenschaftlicher Mitarbeiter na Universidade Cornell e na Universidade Columbia, seguindo em 1988 para o Bell Labs.
Após um ano e meio em Bonn obteve em 1996 um posto de professor de matemática aplicada na Universidade Rice no Texas, onde pesquisou dentre outros com Robert Bixby e David Applegate sobre o procedimento de solução do problema do caixeiro-viajante. Após permanecer na Universidade de Princeton de 2000 a 2002 foi para ao Instituto de Tecnologia da Geórgia, onde é desde então professor. É fellow da American Mathematical Society.
Foi palestrante convidado do Congresso Internacional de Matemáticos em Berlim (1998).
É redator-chefe do periódico Mathematical Programming, Series A.

## Prêmios e condecorações
- 2007: Prêmio Frederick W. Lanchester

## Obras
- com: William Cunningham, Alexander Schrijver: Combinatorial Optimization. John Wiley and Sons, New York, 1998.
- com: Paul Seymour: Polyhedral Combinatorics. DIMACS Series in Discrete Mathematics and Theoretical Computer Science, Band 1, American Mathematical Society, 1990.
- com: David Applegate, Robert Bixby, Vašek Chvátal: On the Solution of Traveling Salesman Problems. In: Documenta Mathematica, Extraband III zum Internationalen Mathematikerkongress 1998, Seiten 645–656. (Postscript; GZIP; 68 kB)
- com László Lovász, Jens Vygen: Research Trends in Combinatorial Optimization. Springer-Verlag, Berlin 2009, ISBN 978-3-540-76795-4.